# Irmfried Eberl
Pour les articles homonymes, voir Eberl.
 (août 2019).
Si vous disposez d'ouvrages ou d'articles de référence ou si vous connaissez des sites web de qualité traitant du thème abordé ici, merci de compléter l'article en donnant les références utiles à sa vérifiabilité et en les liant à la section « Notes et références ».
Irmfried Eberl, né le 8 septembre 1910 à Brégence en Autriche et mort par suicide le 16 février 1948 à Ulm en Allemagne, est un médecin autrichien, un membre du parti nazi et un officier SS-Obersturmführer.
Il est le premier Lagerkommandant du camp d'extermination de Treblinka en Pologne en 1942.

## Biographie
Irmfried Eberl est né le 8 septembre 1910 à Brégence en Autriche-Hongrie. 
En 1928, il commence ses études de médecine à l'université d'Innsbruck, puis rejoint en 1931 le parti nazi (NSDAP). En 1933, il obtient un certificat de fin d'études de médecine à l'université d'Innsbruck, puis passe son doctorat un an plus tard et devient médecin psychiatre en 1935. Un an plus tard, il quitte l'Autriche pour diriger un département de santé publique à Dessau, puis intègre à Berlin la direction centrale de la santé. Il se marie en 1938. En 1939, il est nommé directeur de l'institution psychiatrique de Brandebourg, une ancienne prison qui a servi de camp de concentration au milieu des années 1930. 
En février 1940, il dirige et coordonne le programme d'euthanasie des infirmes mentaux avec son adjoint Aquilin Ullrich sur le site de Brandebourg qui devient un des six centres d'euthanasie du programme Aktion T4. Puis, il est nommé à la tête de l'institution psychiatrique de Bernburg où, le 21 novembre 1940, il démarre un autre programme d'euthanasie sur des infirmes mentaux. Il camoufle la vraie nature du programme en envoyant aux familles de faux rapports sur les causes réelles de la mort. Partisan zélé des programmes d'euthanasie active sur les malades mentaux dans le cadre de l'Aktion T4, il est directement impliqué dans l'assassinat de 9 772 malades à Brandebourg et de 8 601 malades à Bernburg.
Ce programme qui conçoit et met en place des opérations d'assassinat de masse des infirmes mentaux est un champ d'expériences qui constitue une étape préparatoire à l'extermination des Juifs, ainsi qu'aux persécutions, aux déportations et à l'élimination des Tsiganes.
À la suite du tollé que soulève son ébruitement dans la population allemande, le programme est arrêté ; Eberl se retrouve dès lors inactif jusqu'à ce que l'Office central de sécurité du Reich à Berlin décide d'employer la grande majorité des membres du T4 dans le personnel du système concentrationnaire nazi. C'est ainsi qu'en juillet 1942, Eberl est nommé commandant du camp d'extermination de Treblinka dans le cadre de l'Aktion Reinhard.

## Commandant à Treblinka
Eberl montre dès le départ une incapacité certaine dans l'administration du camp, telle que, dès fin août 1942, la situation devient vite intenable et chaotique : trop de convois convergeant en même temps vers le camp, conjugués à des carences du personnel et de fréquents problèmes techniques des installations et opérations de gazage, rendent cette première phase de fonctionnement du camp sous la direction de Eberl quasiment incontrôlable. Le quartier général de l'Aktion Reinhard à Lublin mis au courant, ses deux chefs, Odilo Globocnik et Christian Wirth, inspectent le camp et décident de relever Eberl de ses fonctions de Lagerkommandant. Pendant ce bref mandat, Eberl s'est largement impliqué dans l'acheminement, vers Berlin, des biens confisqués aux déportés lors de leur arrivée au camp. Franz Stangl, qui lui succéde au poste de commandant, témoigne ainsi de son arrivée à Treblinka pour prendre ses fonctions :

« nous pouvions sentir le camp à des kilomètres à la ronde, la route longeait la voie ferrée, à mesure qu'on approchait de Treblinka avec quinze minutes de route à faire, nous avons vu des cadavres près des rails au début deux ou trois puis jusqu'à des centaines quand nous arrivâmes près de la gare ; »

« ils sont évidemment restés là dans la chaleur des jours et des jours; à la gare il y avait un train rempli de Juifs certains vivants, les autres morts, on aurait pu croire qu'ils étaient là depuis des lustres;[...] il y avait des milliers de cadavres en décomposition; dans les bois à quelques centaines de mètres derrière les barbelés, il y avait des tentes, des feux de camp allumés et autour des gardes ukrainiens qui buvaient, dansaient, s'amusaient, jouaient de la musique avec des filles de joie polonaises. Le docteur Eberl me fit visiter le camp, on tirait des coups de feu partout. »

## La fin de la guerre
Étant démis du commandement de Treblinka, Eberl retourne travailler à Bernburg. Après la dissolution de cette institution fin juillet 1943, son activité est difficilement connue. Il est incorporé à la Wehrmacht le 31 janvier 1944. En juillet 1944, il aurait effectué une mission en Slovaquie pour le compte du gouvernement allemand. Ensuite il intègre un régiment d'infanterie au Luxembourg ; c'est là qu'il est capturé par l'armée américaine. Comme il n'est pas identifié comme criminel de guerre, il est relâché le 6 juillet 1945 et part s'installer à Blaubeuren. Il y vit une vie tout à fait normale sous son vrai nom, mais il dissimule soigneusement son passé dans l'opération T4. Il fait des démarches pour retrouver sa licence d'exercice de la médecine, lorsqu'en 1947, il est cité dans une liste noire de membres du personnel nazi des camps. Interrogé le 8 décembre 1947, il est mis en état d'arrestation le 8 janvier 1948, mais dans l'attente d'être jugé, il se pend dans sa cellule le 16 février 1948.